# Kemaman
Huyện Kemaman là một huyện thuộc bang Terengganu của Malaysia. Huyện Kemaman có dân số thời điểm năm 2010 ước tính khoảng 167824 người.